# Skálabotnur
Skálabotnur is een dorp dat behoort tot de gemeente Runavíkar kommuna dat vrij centraal gelegen is op het eiland Eysturoy op de Faeröer. Skálabotnur heeft 99 inwoners. De postcode is FO 485. Skálabotnur ligt aan het einde van de Skálafjørður fjord. De naam Skálafjørður wordt ook wel voor de plaats Skálabotnur gebruikt.